# Herpeperas barnesi
Herpeperas barnesi is een vlinder uit de familie spinneruilen (Erebidae). De wetenschappelijke naam is voor het eerst geldig gepubliceerd in 1968 door Pinhey.
De soort komt voor in tropisch Afrika.